# Jeddah Super Dome
O Jeddah Superdome (JSD; em árabe: جدة سوبر دوم) é um espaço para eventos multiúso com 35.000 lugares localizado na Madinah Road, a oeste da King Abdullah Sports City, Jeddah , Arábia Saudita. Desde a sua inauguração em meados de 2021, recebe todas as exposições, conferências e eventos locais e internacionais da cidade.
Com um diâmetro de 210 m (690 pé), altura de 46 m (150 pé), e área coberta de 34,636 m2 (372,82 sq ft), o JSD quebrou dois recordes de estrutura de construção: agora é a maior cúpula contínua (não segmentada, não pode ser aberta), um recorde anteriormente detido pelo Caesars Superdome, e a maior cúpula geodésica do mundo.

## Eventos
- WWE Elimination Chamber (2022)[6]
- WWE Night of Champions (2023)
- WWE King & Queen of the Ring (2024)